# Nichelle Nichols
Nichelle Nichols, pseudonimo di Grace Dell Nichols (Robbins, 28 dicembre 1932 – Silver City, 30 luglio 2022), è stata un'attrice, cantante e ballerina statunitense, nota soprattutto per avere interpretato il personaggio del tenente Uhura nell'universo fantascientifico di Star Trek.

## Biografia

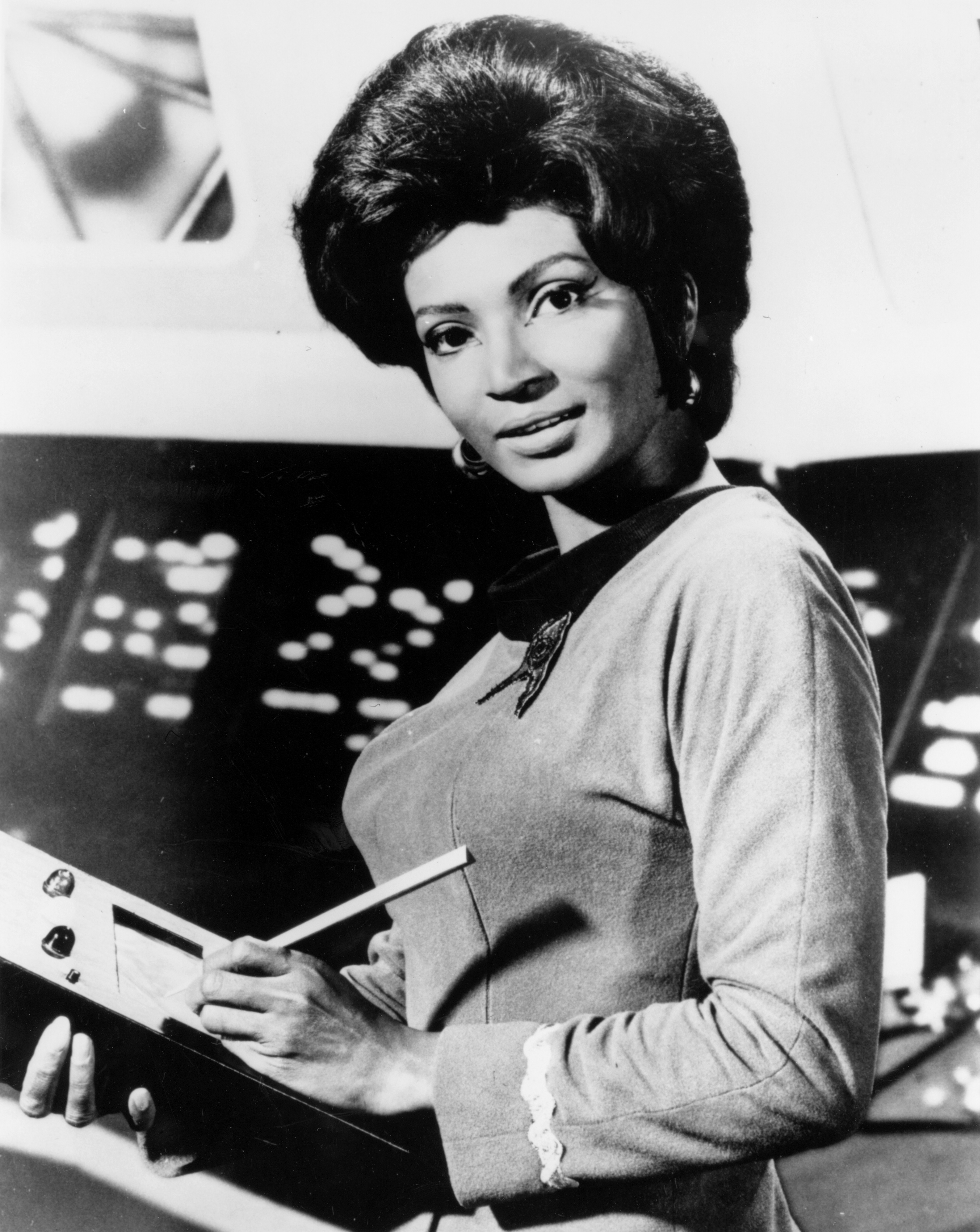
Nichelle Nichols nella serie TV Star Trek (1967)

Nichelle Nichols si considerò sempre innanzitutto un'attrice teatrale. Il suo esordio avvenne infatti nel molto reclamizzato ma sfortunato musical di Oscar Brown, Kicks and Co.. Nel musical, una satira sottilmente velata della rivista Playboy, interpretava il personaggio di Hazel Sharpe, la voluttuosa reginetta del campus, tentata dal Diavolo e da Orgy Magazine di diventare la "Orgy Maiden del mese". Sebbene lo spettacolo si sia concluso dopo poche rappresentazioni a Chicago, la Nichols ha attirato su di sé l'attenzione di Hugh Hefner, l'editore di Playboy, che l'ha voluta nel suo Chicago Playboy Club. Apparve anche nel ruolo di Carmen, in una rappresentazione del musical Carmen Jones e si esibì in una produzione newyorkese di Porgy and Bess. Tra gli impegni di recitazione e canto, la Nichols svolse occasionalmente anche l'attività di modella.
In quegli anni la Nichols partecipò a diverse tournée come cantante dei gruppi di supporto di musicisti quali Duke Ellington e Lionel Hampton. Sulla West Coast apparve nei musical The Roar of the Greasepaint - The Smell of the Crowd e For My People e ottenne molti riconoscimenti per la sua interpretazione nella piéce di James Baldwin Blues for Mister Charlie. Prima di venire ingaggiata nel ruolo del tenente Uhura in Star Trek, Nichelle Nichols apparve nella serie televisiva The Lieutenant, prima serie prodotta da Gene Roddenberry, nell'episodio del 1964 To Set It Right, incentrato sul tema del pregiudizio razziale.

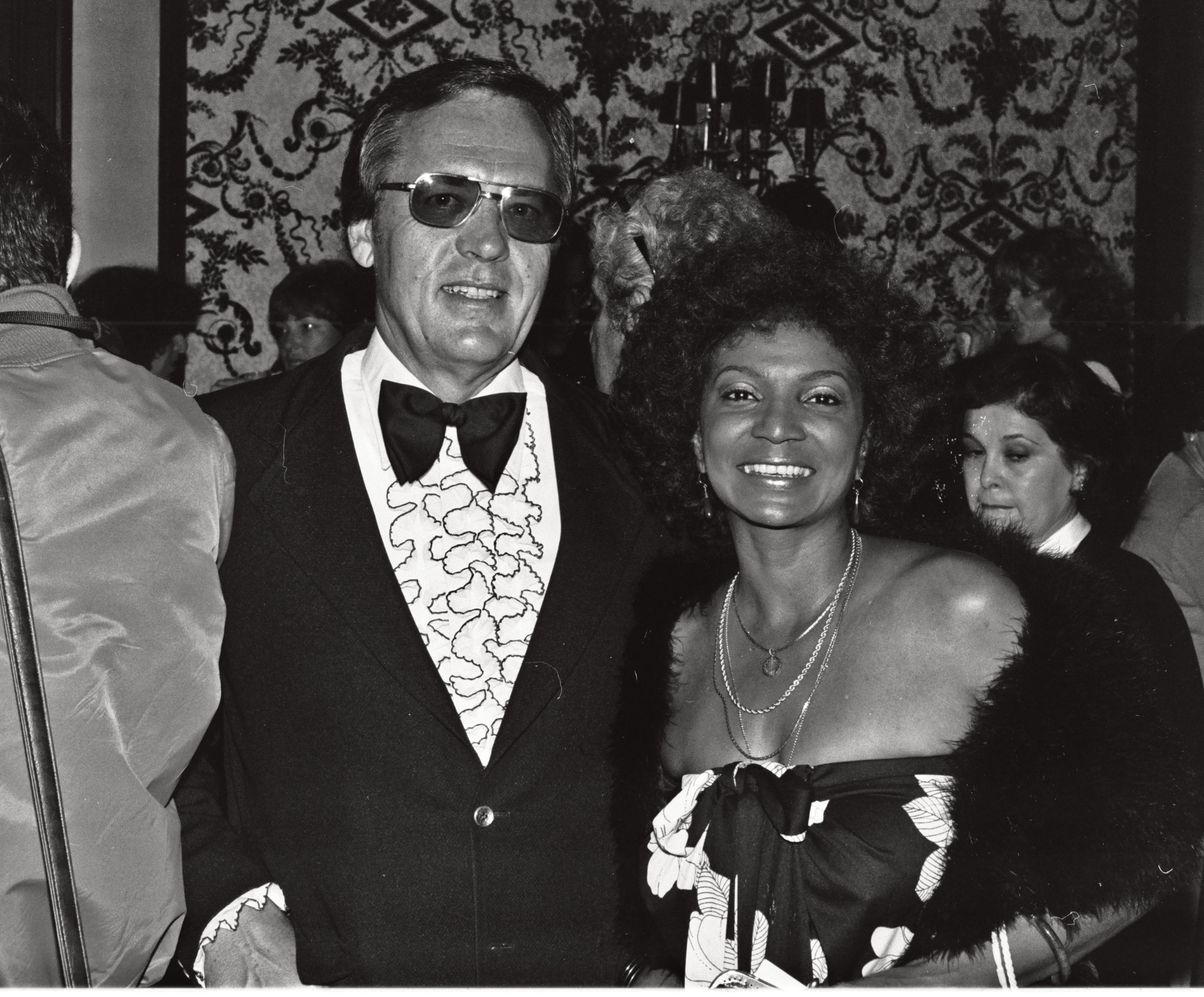
Nichelle Nichols nel 1979 alla National Film Society Convention

Nel 1966 raggiunse il successo internazionale interpretando il personaggio del tenente Uhura nella serie televisiva di fantascienza Star Trek. Fu una delle prime donne di colore mostrate in un ruolo non subalterno in una serie televisiva importante. In seguito riprese questo ruolo in alcuni capitoli cinematografici della saga, in particolare nei primi sei film dedicati a Star Trek. Nel corso della serie televisiva, raggiunse un picco di notorietà quando, all'interno dell'episodio Umiliati per forza maggiore, fu protagonista di quello che è comunemente considerato uno dei primi baci interrazziali della storia della televisione americana (scena che venne girata 36 volte). Questo e altri episodi non furono trasmessi dalla britannica BBC, che li riteneva inadatti a un pubblico giovanile. L'attrice ottenne anche il plauso personale da parte di Martin Luther King, il quale si dichiarò suo fan e la convinse a non abbandonare la serie dopo la prima stagione. La Nichols infatti già allora mostrava di preferire il teatro e i musical., King la fece riflettere circa l'importanza, per la collettività americana, di vedere una donna nera in un ruolo attoriale di primo piano a fianco di colleghi bianchi e maschi, e per giunta sulla plancia di comando.
Nel gennaio del 1967 Nichelle Nichols apparve sulla copertina di Ebony, che le ha dedicato inoltre due articoli di approfondimento in cinque anni.
Nel 2007 entrò nel cast della serie tv Heroes nel ruolo di Nana Dawson, nonna di Micah. Nel 2015 ebbe un ictus e nel 2018 le fu diagnosticata una demenza senile.
Nell'agosto 2020 il figlio Kyle Johnson intentò una causa a Gilbert Bell, tutore e manager dell'attrice, per "abuso finanziario sugli anziani": avrebbe sfruttato la sua relazione con la Nichols per assumere il controllo dei suoi beni.
Nichelle Nichols è morta a 89 anni il 30 luglio 2022 a Silver City, Nuovo Messico, per cause naturali.

## Vita privata
Si sposò due volte: la prima nel 1951 (diciottenne) con il ballerino Foster Johnson, da cui ebbe il figlio Kyle. Dal 1967 al 1972 sposò il musicista Duke Mondy. Secondo William Shatner l'attrice avrebbe avuto una relazione con il creatore di Star Trek Gene Roddenberry, prima e durante le riprese della serie. Nel 1997 il fratello Thomas si suicidò assieme ad altri 39 adepti della setta Heaven's Gate fondata da Marshall Applewhite a Rancho Santa Fe, California.

## Filmografia

### Attrice

#### Cinema
- Porgy and Bess, regia di Otto Preminger (1959) - non accreditata
- La ragazza made in Paris (Made in Paris), regia di Boris Sagal (1966)
- Una donna senza volto (Mister Buddwing), regia di Delbert Mann (1966)
- Il mondo è pieno... di papà (Doctor, You've Got to Be Kidding!), regia di Peter Tewksbury (1967)
- È tempo di uccidere detective Treck (Truck Turner), regia di Jonathan Kaplan (1974)
- Star Trek (Star Trek: The Motion Picture), regia di Robert Wise (1979) - Uhura
- Star Trek II - L'ira di Khan (Star Trek II: The Wrath of Khan), regia di Nicholas Meyer (1982) - Uhura
- Star Trek III - Alla ricerca di Spock (Star Trek III: The Search for Spock), regia di Leonard Nimoy (1984) - Uhura
- The Supernaturals, regia di Armand Mastroianni (1986)
- Star Trek IV - Rotta verso la Terra (Star Trek IV: The Voyage Home), regia di Leonard Nimoy (1986) - Uhura
- Star Trek V - L'ultima frontiera (Star Trek V: The Final Frontier), regia di William Shatner (1989) - Uhura
- Star Trek VI - Rotta verso l'ignoto (Star Trek: The Undiscovered Country), regia di Nicholas Meyer (1991) - Uhura
- Star Trek Adventure - cortometraggio (1991) - Uhura
- A Stitch in Time, regia di Marta Houske - cortometraggio direct-to-video (1999)
- Snow Dogs - 8 cani sotto zero (Snow Dogs), regia di Brian Levant (2002)
- Roddenberry on Patrol, regia di Tim Russ - cortometraggio direct-to-video (2003)
- Surge of Power: The Stuff of Heroes, regia di Mike Donahue (2004)
- Io, lei e i suoi bambini (Are We There Yet?), regia di Brian Levant (2005)
- Lady Magdalene's, regia di J. Neil Schulman (2008)
- Tru Loved, regia di Stewart Wade (2008)
- The Torturer - Il torturatore (The Torturer), regia di Graham Green (2008)
- Scooby-Doo! La maledizione del mostro del lago (Scooby-Doo! Curse of the Lake Monste), regia di Brian Levant (2010)
- Billy Blackburn's Treasure Chest: Rare Home Movies and Special Memories - cortometraggio direct-to-video (2011) - Uhura
- This Bitter Earth, regia di David Lee Rawlings (2012)
- The Order, regia di Nick Gillard - cortometraggio (2016)
- Surge of Power: Revenge of the Sequel, regia di Antonio Lexerot e Vincent J. Roth (2016)
- The White Orchid, regia di Steve Anderson (2018)
- Mr. Malevolent, regia di Rusty Cundieff e Darin Scott (2018)
- Surge of Dawn, regia di Alexander Fernandez (2019)
- Unbelievable!!!!!, regia di Steven L. Fawcette (2020)
- Star Trek: First Frontier, regia di Kenneth Smith (2020)
- Surge of Power: Doctor Who Tribute, regia di Antonio Lexerot (2020)

#### Televisione
- Great Gettin' Up Mornin', regia di Richard Franchot – film TV (1964)
- The Lieutenant – serie TV, episodio 1x21 (1964)
- CBS Repertoire Workshop – serie TV, 1 episodio (1964)
- Peyton Place – soap opera, episodi 120-121 (1966)
- Tarzan – serie TV, episodi 1x08-1x09 (1966)
- Star Trek – serie TV, 69 episodi (1966-1969) - Uhura
- Insight – serie TV, episodio 324 (1970)
- The D.A. – serie TV, episodio 1x11 (1971)
- Bonanza – serie TV, episodio 13x11 (1971)
- Charlie's Angels – serie TV, episodio 2x09 (1977)
- Antony and Cleopatra, regia di Lawrence Carra – film TV (1984)
- Segni particolari: genio (Head of the Class) – serie TV, episodio 2x18 (1988)
- Inside Space – serie TV (1992)
- ABC Weekend Specials – serie TV, episodio 13x04 (1993)
- Le fantastiche avventure di Capitan Zoom (The Adventures of Captain Zoom in Outer Space), regia di Max Tash – film TV (1995)
- G vs E – serie TV, episodio 2x02 (2000)
- Heroes – serie TV, 5 episodi (2007)
- Star Trek: Of Gods and Men – web serie (2007) - Uhura
- The Cabonauts – serie TV, episodio 1x01 (2009)
- Star Trek: Renegades, regia di Tim Russ – webmovie (2015)
- Febbre d'amore (The Young and the Restless) – soap opera, 4 puntate (2016)
- Downward Dog – serie TV, episodio 1x06 (2017)
- Sharknado 5: Global Swarming, regia di Anthony C. Ferrante – film TV (2017)
- Space Command – serie TV, episodio 1x25 (2020)
- 12 to Midnight – serie TV, episodio 1x01 (2021)

### Doppiatrice

#### Televisione
- Star Trek - serie animata, 22 episodi (1973-1974) - Uhura e altri
- Batman - serie animata, episodio 2x08 (1994) - Thoth Khepera
- Gargoyles - Il risveglio degli eroi (Gargoyles) - serie animata, episodi 1x08-1x12-2x34 (1994-1996) - Diane Maza
- Spider-Man - L'Uomo Ragno (Spider-Man) - serie animata, episodi 4x07-5x10 (2000)
- Buzz Lightyear da Comando Stellare (Buzz Lightyear of Star Command) - serie animata, episodio 1x32 (2000)
- Futurama - serie animata, episodi 2x16-4x12 (2000-2002)
- I Simpson (The Simpsons) - serie animata, episodio 15x19 (2004) - Nichelle Nichols

#### Videogiochi
- Star Trek 25th Anniversary (1992) - Uhura
- Star Trek: Judgment Rites (1993) - Uhura
- Family Guy: The Quest for Stuff (2014) - Uhura

## Radio
- Starship Excelsior - serie podcast, episodio 4x13 (2016)

## Teatro (parziale)
- Kicks and Co. (1961)
- Carmen Jones
- Porgy and Bess
- The Roar of the Greasepaint - The Smell of the Crowd
- For My People
- Blues for Mister Charlie

## Discografia

### Album in studio
- 1967 - Down To Earth
- 1986 - Uhura Sings
- 1991 - Out Of This World
- Hauntingly

### EP
- 1974 - Dark Side of the Moon

### Singoli
- 1967 - Know What I Mean/Why Don't You Do Right?
- 1979 - Beyond Antares/Uhura's Theme
- 1980 - Christmas Day/Personal Thought From Nichelle (con The Space Cadet Choir)

## Videografia
- 1987 - In Concert at Disneyland

## Libri (parziale)

### Saggistica
- (EN) Beyond Uhura. Star Trek and Other Memories, New York, G.P. Putnam & Sons, 1994, ISBN 0399139931.

### Narrativa
- (EN) Nichelle Nichols e Margaret Wander Bonanno, Saturn's Child, collana Saturn's Child, n. 1, Ace, 1996, ISBN 0441003842.
- (EN) Nichelle Nichols e Jim Meechan, Saturna's Quest, collana Saturn's Child, n. 2, Planet X Pub, 2002, ISBN 0971915407.

## Doppiatrici italiane
- Germana Dominici in Star Trek II: L'ira di Khan, Star Trek III: Alla ricerca di Spock, Star Trek VI: Rotta verso l'ignoto
- Anna Rita Pasanisi in Star Trek IV: Rotta verso la Terra, Star Trek V: L'ultima frontiera
- Maria Teresa Letizia in Star Trek (1ª voce)
- Adele Pellegatta in Star Trek (2ª voce)
- Anna Marchesini in Star Trek (3ª voce)
- Vittoria Febbi in Star Trek (film 1979)
- Lorella De Luca in Star Trek (film 1979; scene aggiunte)
- Lorenza Biella in Snow Dogs - 8 cani sotto zero
- Noemi Gifuni in Heroes
- Rita Savagnone in Io, lei e i suoi bambini

Da doppiatrice è sostituita da:
- Renata Biserni in Star Trek (2ª voce), Spiderman
- Anna Marchesini in Star Trek (1ª voce)
- Silvia Tognoloni in Futurama